# Thomas Briceño
Thomas Felipe Briceño González (* 16. září 1993) je chilský zápasník–judista.

## Sportovní kariéra
Judu se věnuje od 7 let. Ve 14 letech byl zařazen do tréninkového programu sportovní talentované mládeže Centro de Entrenamiento Regional (CER). Vrcholově se připravuje v Santiagu pod vedením španělského trenéra Héctora Nacimienta. Na mezinárodní scéně se objevuje od roku 2012 ve střední váze. V reprezentaci mu v jeho váze zdárně sekunduje krajan Rafael Romo. V roce 2016 dosáhl na panamerickou kontinentální kvótu pro účast na olympijských hrách v Riu. Přípravu na olympijské hry absolvoval ve Španělsku a v Brazílii. V prvním kole porazil Jordánce Ibrahima Khalafa na wazari technikou o-soto-makikomi, v dalším kole však nestačil na úřadujícího mistra světa Korejce Kwak Tong-hana, kterému podlehl na ippon technikou seoi-nage.

### Vítězství
- 2017 - 2x světový pohár (Buenos Aires, Lima)

## Výsledky
| Turnaj                  | 2012         | 2013         | 2014         | 2015         | 2013         | 2014 |  |
| Turnaj                  | 19           | 20           | 21           | 22           | 23           | 24   |  |
| Turnaj                  | střední váha | střední váha | střední váha | střední váha | střední váha |      |  |
| ----------------------- | ------------ | ------------ | ------------ | ------------ | ------------ | ---- |  |
| Olympijské hry          | —            |              |              |              | úč.          |      |  |
| Mistrovství světa       |              | —            | —            | úč.          |              | úč.  |  |
| Panamerické hry         |              |              |              | —            |              |      |  |
| Panamerické mistrovství | 7.           | 5.           | 5.           | 5.           | 3.           | úč.  |  |